# Політична відповідальність уряду
Політична (парламентська) відповідальність уряду — політико-правова відповідальність уряду та окремих його членів перед парламентом (главою держави) за здійснюваний ними політичний курс та управлінську діяльність. Ключовою ознакою парламентської республіки є політична відповідальність уряду перед парламентом, а не перед президентом. Після втрати урядом довіри більшості депутатів парламенту відповідальність передбачає відставку всього кабінету міністрів . В деяких країнах парламент може змістити окремого міністра.